# Імпанація
Імпанація (лат. impanatio, втілений в хлібі) — високосередньовічна теорія реальної присутності тіла Ісуса Христа в освяченому хлібі Євхаристії, яка не передбачає зміну субстанції ні хліба, ні тіла. Ця доктрина, очевидно, створена після втілення Христа (Бог став тілом в Особі Ісуса Христа), є твердженням, що «Бог став хлібом» в Євхаристії. Божественні властивості Христа передаються євхаристійним хлібом через Його тіло. Ця точка зору подібна, але не тотожна теорії обґрунтування, пов’язаної з Лоларди. Римо-католицька церква вважає це єрессю, а також це відкидає класичне лютеранство. Вважалося, що Руперт з Дойца (пом. 1129) та Іоанн Паризький (пом. 1306) викладали цю доктрину. 